# Paramyia africana
Paramyia africana är en tvåvingeart som beskrevs av Papp 2001. Paramyia africana ingår i släktet Paramyia och familjen sprickflugor.
Artens utbredningsområde är Kongo. Inga underarter finns listade i Catalogue of Life.